# Colleville
Colleville is een gemeente in het Franse departement Seine-Maritime (regio Normandië) en telt 699 inwoners (2004). De plaats maakt deel uit van het arrondissement Le Havre.

## Geografie
De oppervlakte van Colleville bedraagt 7,4 km², de bevolkingsdichtheid is 94,5 inwoners per km².
De onderstaande kaart toont de ligging van Colleville met de belangrijkste infrastructuur en aangrenzende gemeenten.

## Demografie
Onderstaande figuur toont het verloop van het inwonertal (bron: INSEE-tellingen).